# Nerchau
Nerchau è una municipalità (Ortschaft) della città tedesca di Grimma.

## Geografia antropica
La municipalità di Nerchau comprende le frazioni di Bahren, Cannewitz, Deditz, Denkwitz, Fremdiswalde, Gaudichsroda, Golzern, Gornewitz, Grottewitz, Löbschütz, Nerchau, Schmorditz, Serka, Thümmlitz e Würschwitz.